# 帯広記念
帯広記念（おびひろきねん）は、帯広市が帯広競馬場で開催するばんえい競馬の重賞競走である。農林水産大臣が賞を提供しており、名称は「農林水産大臣賞典 帯広記念」と表記される。

## 概要
1978年に創設された3歳以上のばんえい競走馬による重賞競走。ばんえい競馬のグレードでは、BG1に格付けされている。
創設当初より帯広競馬場の看板レースとして施行されており、開催地は一度も変更されていない。
1997年度（1998年）より正月開催期間中に施行するようになり、2000年以降は開催日も1月2日でほぼ固定（2002年は除く）され正月開催における最大のレースとして定着しているほか、広域場外発売も通常より拡大され、おおむね全国で発売している（発売個所は主催者発表で確認のこと）。
2025年現在本競走には農林水産大臣より寄贈賞が提供されているが、2015年度（2016年）は不祥事の発生により農林水産大臣賞を返上した。

### 重量・賞金(2025年)
ばんえい重量
別定1-b。890kgを基本に、本年度収得賞金280万円につき10kg増。
賞金額
1着500万円、2着190万円、3着110万円、4着60万円、5着40万円。

## 四市記念競走
2006年度までは帯広市のほか岩見沢市・旭川市・北見市でも市営によるばんえい競馬が開催され、それぞれの都市名を冠した記念競走（帯広記念・岩見沢記念・北見記念・旭川記念）が行われてきた。これらを総称して「四市記念競走（よんしきねんきょうそう）」と呼ばれることもある。
このうち帯広記念・岩見沢記念・北見記念は3歳以上の馬によるBG1に格付けされ長年にわたり当地の看板レースとして施行されてきたが、旭川では（旧）旭川記念が4歳馬によるBG3の格付けで施行され、代わりに旭王冠賞（現・旭川記念）が上記3競走と同様の格付けで施行されていた。
2007年度よりばんえい競馬が帯広市による単独開催へ移行した際、帯広記念を除く3競走も帯広での開催に変更されたが、このときに岩見沢記念と北見記念がBG2へ格下げ。旭川記念は4歳馬による重賞競走を廃止のうえ旭王冠賞を「旭川記念」に改称して存続し、BG3に格下げされた。2020年度に旭川記念は開催時期が7月に変更され、BG2に格上げされた。
なお、道営競馬（現・ホッカイドウ競馬）でも競馬場所在地を冠した記念競走（帯広記念・旭川記念・岩見沢記念）が行われていたが、いずれも1985年までに廃止されている。また、門別競馬場には競馬場所在地を冠した記念競走が当初から存在していない。

## ばんえい記念へのステップ
本競走のばんえい重量は900kg前後で、ばんえい記念に次ぐ高重量が設定されており、約2ヵ月後に行われるばんえい記念へのステップレースとしても非常に重要とされている。
古馬（5歳以上）のローテーションは本競走からチャンピオンカップを経てばんえい記念に向かったり、または本競走からばんえい記念へ直行する場合もあるが、多くは特別競走などを経ている。
本競走の優勝馬が同年のばんえい記念も優勝したケースは、2000年以降だけでも2005年（スーパーペガサス）・2007年（トモエパワー）・2013年（カネサブラック）・2017年（オレノココロ）・2024年（メジロゴーリキ）の5例がある。

## 歴代優勝馬
優勝馬の馬齢は2000年まで旧表記、2001年以降は現表記。
| 回数   | 施行日         | 開催地 | 天候 | 馬場 水分 | 優勝馬             | 性齢 | ばんえい 重量 | タイム | 優勝騎手   | 管理調教師       |
| ------ | -------------- | ------ | ---- | --------- | ------------------ | ---- | ------------- | ------ | ---------- | ---------------- |
| 第1回  | 1978年10月1日  | 帯広   | 晴   | 0.5%      | タイシヨオ         | 牡6  | 850           | 4:03.4 | 木村卓司   | 大野英夫         |
| 第2回  | 1979年11月11日 | 帯広   | 曇   | 1.3%      | ダイニメイホウザン | 牝10 | 900           | 4:11.0 | 氏家昭     | 木村与惣治       |
| 第3回  | 1980年8月24日  | 帯広   | 雨   | 5.8%      | カイリキ           | 牡6  | 880           | 2:20.8 | 山本正彦   | （上フ）山本幸一 |
| 第4回  | 1981年5月10日  | 帯広   | 晴   | 1.7%      | キタノフジ         | 牡6  | 800           | 2:50.0 | 金山明彦   | 本沢政一         |
| 第5回  | 1982年9月26日  | 帯広   | 晴   | 4.0%      | カイリキ           | 牡8  | 900           | 3:11.6 | 山本正彦   | （上フ）山本幸一 |
| 第6回  | 1983年11月20日 | 帯広   | 曇   | 5.3%      | カイリキ           | 牡9  | 910           | 3:22.3 | 尾ヶ瀬富雄 | （上フ）山本幸一 |
| 第7回  | 1984年8月26日  | 帯広   | 晴   | 1.4%      | カミシホロトツプ   | 牝8  | 880           | 3:52.2 | 西弘美     | 久保正吉         |
| 第8回  | 1985年5月12日  | 帯広   | 晴   | 1.0%      | キンタイコー       | 牡6  | 820           | 2:32.0 | 木村卓司   | 久保正吉         |
| 第9回  | 1986年11月2日  | 帯広   | 晴   | 2.4%      | ロイヤルキング     | 牡9  | 910           | 3:57.7 | 山本正彦   | 水上勲           |
| 第10回 | 1987年9月13日  | 帯広   | 晴   | 0.9%      | タカラフジ         | 牡7  | 900           | 4:01.8 | 西康幸     | 鵜沼正吉         |
| 第11回 | 1988年6月12日  | 帯広   | 曇   | 1.0%      | タカラフジ         | 牡8  | 830           | 3:21.7 | 西康幸     | 鵜沼正吉         |
| 第12回 | 1989年7月23日  | 帯広   | 晴   | 0.2%      | キンシヤドー       | 牡5  | 860           | 3:25.6 | 金山明彦   | 尾ヶ瀬富雄       |
| 第13回 | 1990年7月22日  | 帯広   | 曇   | 2.0%      | ヒカルテンリユウ   | 牡8  | 850           | 3:52.5 | 金山明彦   | 岡田定一         |
| 第14回 | 1991年8月25日  | 帯広   | 晴   | 0.4%      | ミドリゴゼン       | 牝7  | 810           | 3:34.8 | 岩本利春   | （東川）山本幸一 |
| 第15回 | 1992年6月21日  | 帯広   | 曇   | 0.9%      | ヒカルテンリユウ   | 牡10 | 820           | 3:44.5 | 金山明彦   | 大友榮司         |
| 第16回 | 1993年7月11日  | 帯広   | 曇   | 0.5%      | カツラシンザン     | 牡10 | 820           | 2:45.7 | 大河原和雄 | 梨本照夫         |
| 第17回 | 1994年12月25日 | 帯広   | 晴   | 2.5%      | キクコトブキ       | 牝7  | 850           | 3:05.7 | 鈴木正貞   | 服部義幸         |
| 第18回 | 1995年12月24日 | 帯広   | 曇   | 4.6%      | マルゼンバージ     | 牡10 | 920           | 2:56.8 | 金山明彦   | 大友榮司         |
| 第19回 | 1996年12月22日 | 帯広   | 曇   | 3.5%      | フクイチ           | 牡8  | 920           | 3:10.2 | 西弘美     | 山田勇作         |
| 第20回 | 1998年1月4日   | 帯広   | 雪   | 8.1%      | ダイヤキャップ     | 牡9  | 900           | 2:34.1 | 金山明彦   | 林正男           |
| 第21回 | 1999年1月3日   | 帯広   | 晴   | 2.2%      | フクイチ           | 牡11 | 900           | 2:34.1 | 金山明彦   | 林正男           |
| 第22回 | 2000年1月2日   | 帯広   | 晴   | 1.7%      | サカノタイソン     | 牡7  | 900           | 2:46.4 | 藤本匠     | 西邑春夫         |
| 第23回 | 2001年1月2日   | 帯広   | 晴   | 1.4%      | シマヅショウリキ   | 牡8  | 910           | 2:54.8 | 藤野俊一   | 水上勲           |
| 第24回 | 2002年1月3日   | 帯広   | 晴   | 2.9%      | アキバオーショウ   | 牡10 | 910           | 2:29.3 | 松田道明   | 林正男           |
| 第25回 | 2003年1月2日   | 帯広   | 晴   | 3.3%      | クシロキンショウ   | 牡9  | 910           | 2:53.5 | 鈴木勝提   | 鈴木邦哉         |
| 第26回 | 2004年1月2日   | 帯広   | 晴   | 3.2%      | ミサキスーパー     | 牡7  | 900           | 2:37.7 | 鈴木勝提   | 鈴木邦哉         |
| 第27回 | 2005年1月2日   | 帯広   | 晴   | 3.7%      | スーパーペガサス   | 牡9  | 870           | 3:03.4 | 藤野俊一   | 大友栄人         |
| 第28回 | 2006年1月2日   | 帯広   | 雪   | 7.3%      | ミサイルテンリュウ | 牡9  | 860           | 2:29.3 | 鈴木恵介   | 槻舘重人         |
| 第29回 | 2007年1月2日   | 帯広   | 晴   | 3.1%      | トモエパワー       | 牡7  | 880           | 3:30.1 | 坂本東一   | 松井浩           |
| 第30回 | 2008年1月2日   | 帯広   | 晴   | 5.5%      | ナリタボブサップ   | 牡6  | 900           | 2:19.1 | 鈴木勝提   | 西邑春夫         |
| 第31回 | 2009年1月2日   | 帯広   | 曇   | 4.7%      | フクイズミ         | 牝8  | 880           | 3:13.7 | 尾ヶ瀬馨   | 松井浩文         |
| 第32回 | 2010年1月2日   | 帯広   | 曇   | 5.0%      | フクイズミ         | 牝9  | 880           | 2:16.3 | 尾ヶ瀬馨   | 松井浩文         |
| 第33回 | 2011年1月2日   | 帯広   | 晴   | 1.9%      | ニシキダイジン     | 牡10 | 900           | 2:33.0 | 藤野俊一   | 槻舘重人         |
| 第34回 | 2012年1月2日   | 帯広   | 曇   | 2.9%      | カネサブラック     | 牡10 | 910           | 2:32.2 | 松田道明   | 松井浩文         |
| 第35回 | 2013年1月2日   | 帯広   | 晴   | 4.4%      | カネサブラック     | 牡11 | 920           | 2:34.9 | 松田道明   | 松井浩文         |
| 第36回 | 2014年1月2日   | 帯広   | 晴   | 2.2%      | ホリセンショウ     | 牡9  | 890           | 2:34.2 | 島津新     | 岩本利春         |
| 第37回 | 2015年1月2日   | 帯広   | 晴   | 2.3%      | フクドリ           | 騸9  | 900           | 2:51.6 | 安部憲二   | 皆川公二         |
| 第38回 | 2016年1月2日   | 帯広   | 晴   | 1.9%      | オレノココロ       | 牡6  | 910           | 2:46.3 | 鈴木恵介   | 槻舘重人         |
| 第39回 | 2017年1月2日   | 帯広   | 晴   | 2.2%      | オレノココロ       | 牡7  | 920           | 2:39.2 | 鈴木恵介   | 槻舘重人         |
| 第40回 | 2018年1月2日   | 帯広   | 曇   | 2.7%      | コウシュハウンカイ | 牡8  | 920           | 2:15.9 | 藤本匠     | 松井浩文         |
| 第41回 | 2019年1月2日   | 帯広   | 晴   | 1.2%      | オレノココロ       | 牡9  | 920           | 2:48.0 | 鈴木恵介   | 槻舘重人         |
| 第42回 | 2020年1月2日   | 帯広   | 晴   | 1.6%      | コウシュハウンカイ | 牡10 | 920           | 2:44.8 | 藤本匠     | 松井浩文         |
| 第43回 | 2021年1月2日   | 帯広   | 晴   | 1.2%      | オレノココロ       | 牡11 | 910           | 2:50.9 | 鈴木恵介   | 槻舘重人         |
| 第44回 | 2022年1月2日   | 帯広   | 晴   | 2.3%      | キタノユウジロウ   | 牡7  | 900           | 2:20.4 | 菊池一樹   | 村上慎一         |
| 第45回 | 2023年1月2日   | 帯広   | 晴   | 1.7%      | アオノブラック     | 牡7  | 920           | 2:01.7 | 藤野俊一   | 金田勇           |
| 第46回 | 2024年1月2日   | 帯広   | 晴   | 2.6%      | メジロゴーリキ     | 牡10 | 900           | 2:10.0 | 鈴木恵介   | 松井浩文         |
| 第47回 | 2025年1月2日   | 帯広   | 晴   | 2.3%      | コウテイ           | 牡8  | 900           | 2:08.2 | 西将太     | 槻舘重人         |

### 各回競走結果の出典
- 帯広記念 歴代優勝馬（地方競馬全国協会）